# Фойно
Фо́йно (бел. Фойна) — деревня в составе Мостокского сельсовета Могилёвского района Могилёвской области Республики Беларусь.

## Географическое положение
Ближайшие населённые пункты: Агеевка, Шапчицы, Мосток.

## Население
- 1999 год — 59 человек
- 2010 год — 40 человек